# Паранези (Терамо)
Паранези (итал. Paranesi) је насеље у Италији у округу Терамо, региону Абруцо.
Према процени из 2011. у насељу је живело 94 становника. Насеље се налази на надморској висини од 1031 м.